# 퍼펙트 커플 (1979년 영화)
《퍼펙트 커플》(영어: A Perfect Couple)은 미국에서 제작된 로버트 올트먼 감독의 1979년 로맨틱 코미디 영화이다. 폴 둘리 등이 출연하였고, 로버트 올트먼이 제작에 참여하였다.

## 출연
- 폴 둘리
- 마타 헤플린
- 티토스 반디스
- 벨리타 모레노
- 헨리 깁슨
- 디미트라 알리스
- 앨런 F. 니컬스
- 데니스 프란즈

## 음악
이 영화에 사용된 노래는 다음을 포함한다:
- "Romance Concerto" (Adieu Mes Amis)" - 토머스 피어슨, 앨런 니컬스
- "Somp'ins Got a Hold on Me" - 토니 버그, 테드 닐리
- "Hurricane" - 토니 버그, 테드 닐리, 앨런 니컬스
- "Week-End Holiday" - 앨런 니컬스, B.G. 깁슨, 토니 버그
- "Won't Somebody Care" - 토니 버그, 앨런 니컬스
- "Love Is All There Is" - 앨런 니컬스, 토니 버그, 테드 닐리
- "Searchin' for the Light" - 토미리 브래들리, 토니 버그, 앨런 니컬스, 테드 닐리
- "Lonely Millionaire" - 클리프 디영, 토니 버그
- "Fantasy" - 앨런 니컬스
- "Don't Take Forever" - 앨런 니컬스, B.G. 기브슨, 토니 버그
- "Let the Music Play" - 앨런 니컬스, 오티스 스티븐스
- "Goodbye Friends" - 앨런 니컬스